# Nu-Klea Automobiles
Die Nu-Klea Automobiles Corporation war ein US-amerikanischer Automobilhersteller, der 1959–1960 in Lansing (Michigan) ansässig war.
Hergestellt wurde der elektrisch angetriebene Starlite, den es als zweisitziges Cabriolet oder als zweisitziges Coupé gab. Die Wagen hatten eine GFK-Karosserie und wurden von zwei Elektromotoren angetrieben, von denen je einer für jedes Hinterrad zuständig war. Die Reichweite lag bei 120–130 km.